# Sandvorspülung
Unter dem Begriff Sandvorspülung versteht man eine Maßnahme des Küstenschutzes, einen Strand oder ein Ufer vor Sturmfluten zu schützen, um Landverluste zu vermeiden. Diese Art des Küstenschutzes wird in Deutschland an der Ostseeküste, auf der Nordfriesischen Insel Sylt und auf den Ostfriesischen Inseln Borkum, Norderney und Langeoog angewandt. In den Niederlanden werden Sandvorspülungen an nahezu allen Küstenabschnitten, insbesondere an den westfriesischen Inseln, eingesetzt.

## Verfahren

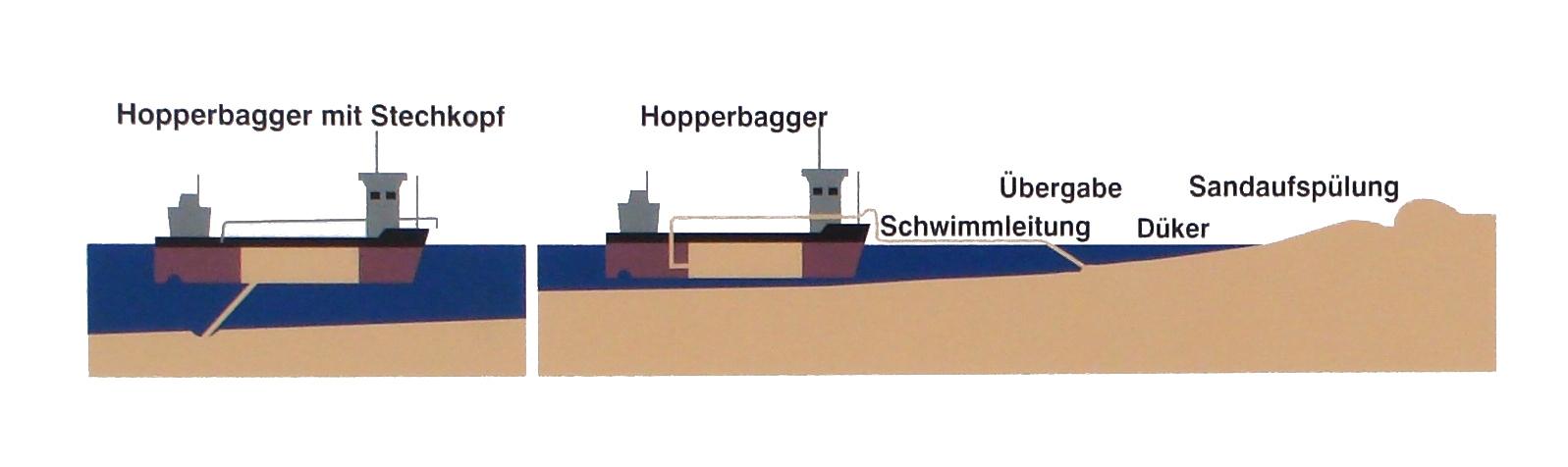
Prinzip der Sandaufnahme und Übergabe des Hopperbaggers

Die Sandvorspülung kann entweder als Strandaufspülung oder als Vorlandaufspülung durchgeführt werden. Ebenso ist eine Kombination der beiden Verfahren möglich. Beiden Verfahren ist es gemein, dass zunächst Sand durch ein Saugbaggerschiff vom Meeresboden gewonnen wird. Mit diesen großen Saugbaggerschiffen, auch Hopperbagger genannt, wird Sand vom Meeresboden in einer Entfernung von ca. 12 km vor der Küste entnommen. In einem Gemisch von 30 % Sand und 70 % Wasser wird es in einen großen Schiffstank befördert. Das Wasser lässt man anschließend wieder ablaufen.

### Strandaufspülung

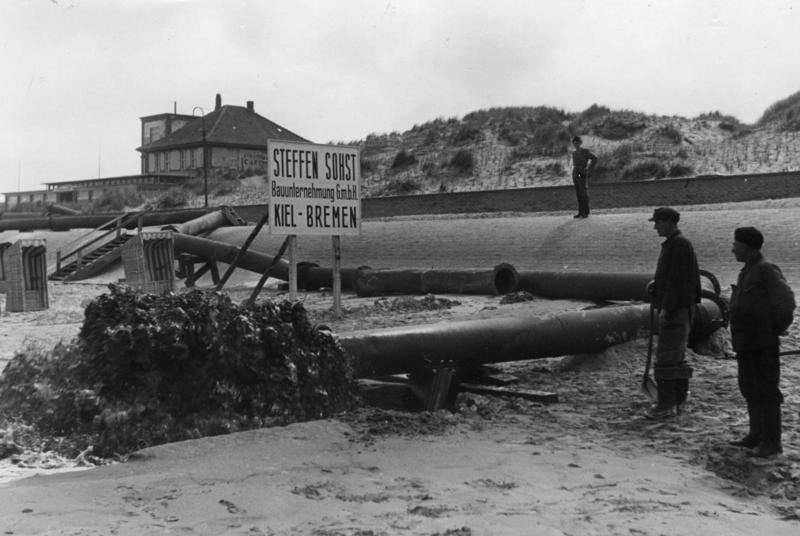
Anspülung von Sand am Norderneyer Nordstrand im Jahr 1949

Zur Aufspülung am Land nähert sich das Schiff bis auf rund zwei Kilometer der Küste. Dort wird es an eine Rohrleitung (Düker) angebunden, die als Verbindung zwischen Schiff und Strand dient. Diese Arbeit ist kompliziert und kann nur bei einem geringen Seegang von weniger als fünf Windstärken durchgeführt werden. Das Wasser-Sand-Gemisch wird mit einem Druck von 7 bar an den Strand gepresst und mittels großer Bulldozer verteilt. Nachdem der Sand zurechtgeschoben ist, kann er sofort wieder betreten werden. Wenn der Einsatz dieser aufwändigen Technik nicht durch schlechte Wetterverhältnisse beeinträchtigt wird, können pro Tag etwa 300 Meter Strandlänge aufgefüllt werden.

### Vorlandaufspülung

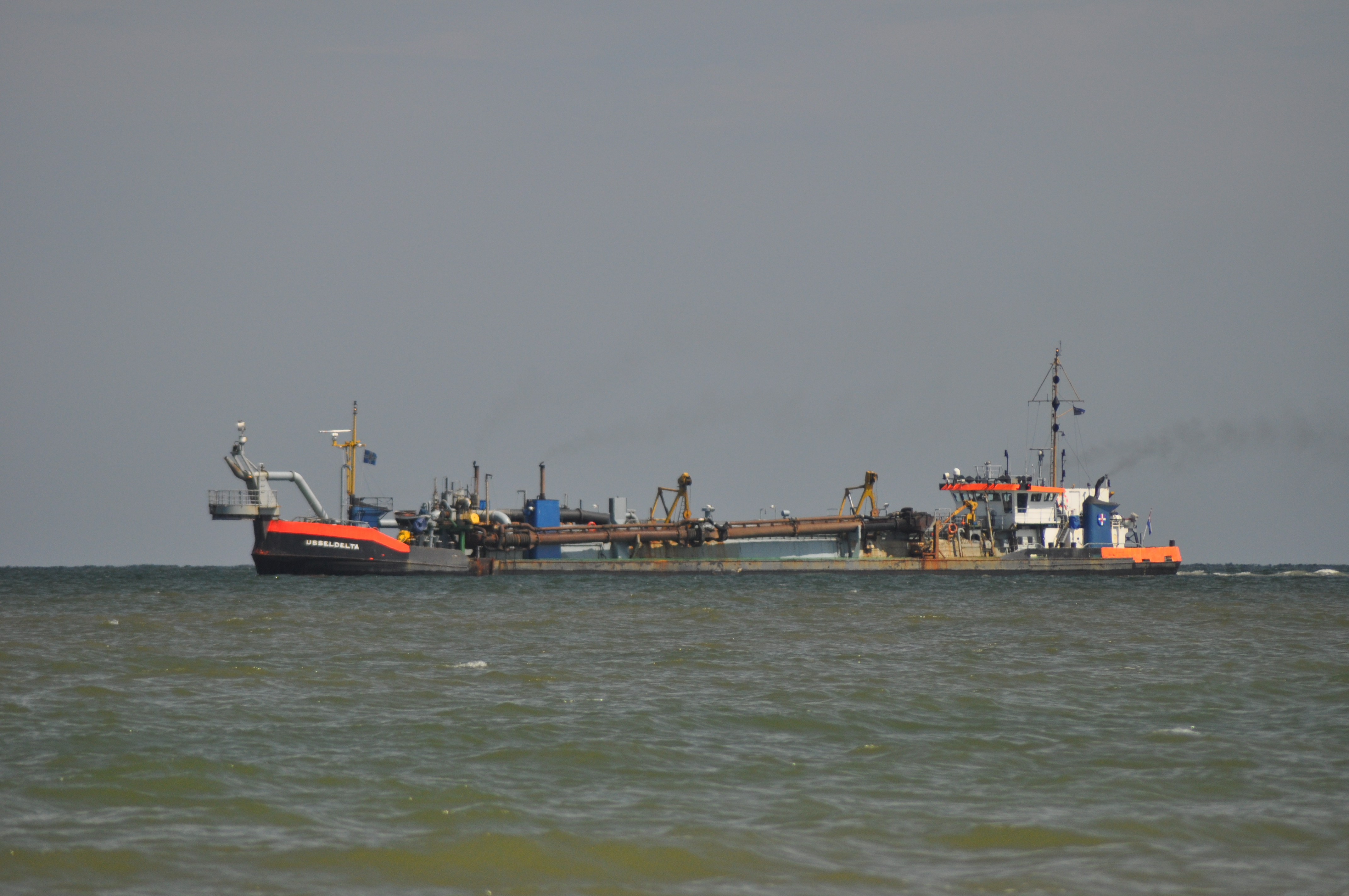
Sandvorspülung im Drop-Verfahren. Das voll beladene Saugbaggerschiff öffnet seine Bodenluken und platziert den Sand am Küstenfundament.

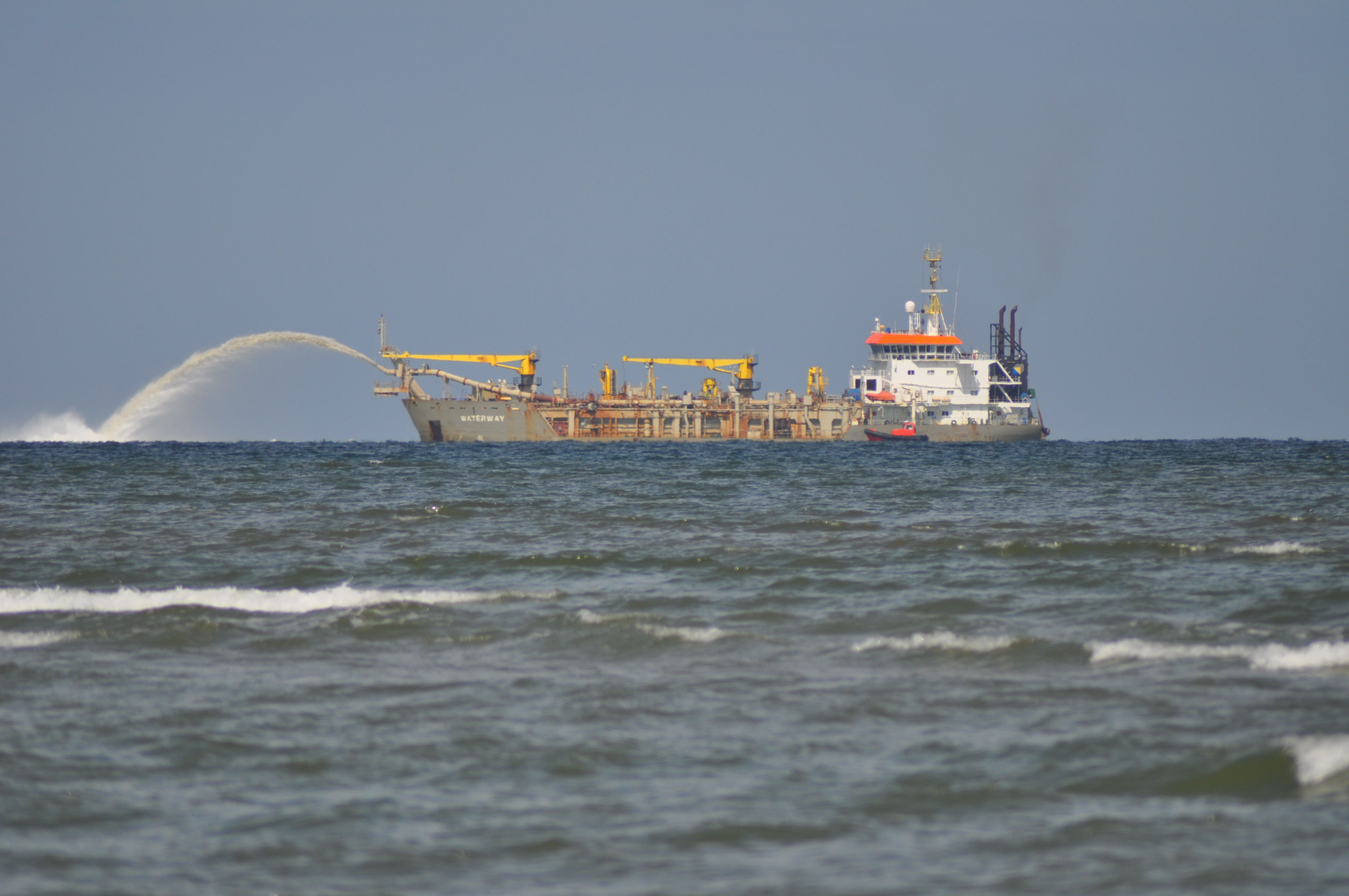
Sandvorspülung im Regenbogen-Verfahren. Wegen mangelnder Wassertiefe kann das Schiff seine Bodenluken nicht öffnen und pumpt das Sand-Wasser-Gemisch an die beabsichtigte Stelle.

Alternativ kann der Sand auch zur Stabilisierung des Küstenfundaments genutzt werden. Ziel ist dabei, den Küstenabtrag durch ein vorzeitiges Brechen der Wellen zu reduzieren. Hierzu wird der am Meeresgrund gewonnene Sand einige hundert Meter vor der Küstenlinie entladen. Für die Vorlandaufspülung gibt es zwei verschiedene Verfahren: das Regenbogen-Verfahren und das Drop-Verfahren. Beim Drop-Verfahren wird der mit Saugbaggerschiffen gewonnene Sand durch geöffnete Bodenklappen des Schiffes an der gewünschten Stelle platziert. Ist es wegen mangelnder Wassertiefe nicht möglich, die Bodenklappen zu öffnen, wird der Sand als Sand-Wasser-Gemisch mit Hilfe einer Fontäne (in Form eines Regenbogens) gelöscht.
Gelegentlich werden Vorlandaufspülung und Strandaufspülung auch kombiniert. Ist es etwa aufgrund von touristischen Überlegungen ratsam, die Strandaufspülung und die damit verbundene Strandsperrung so kurz wie möglich zu halten, werden häufig „Sandhalden“ vor der Küste angelegt, um diese dann später erneut aufzusaugen und auf den Strand aufzubringen. Durch geringere Fahrzeiten der Saugbaggerschiffe reduziert sich damit die Gesamtdauer der Spülmaßnahme.

### Fangzäune nach den Aufspülungen
Durch Fangzäune an den Dünen soll neuer Sand aufgefangen werden, damit eine Vordüne entsteht. Diese kann mit Strandhafer bepflanzt werden, um der Düne Halt zu geben.

Abbruchkante am Strand von Westerland/Sylt
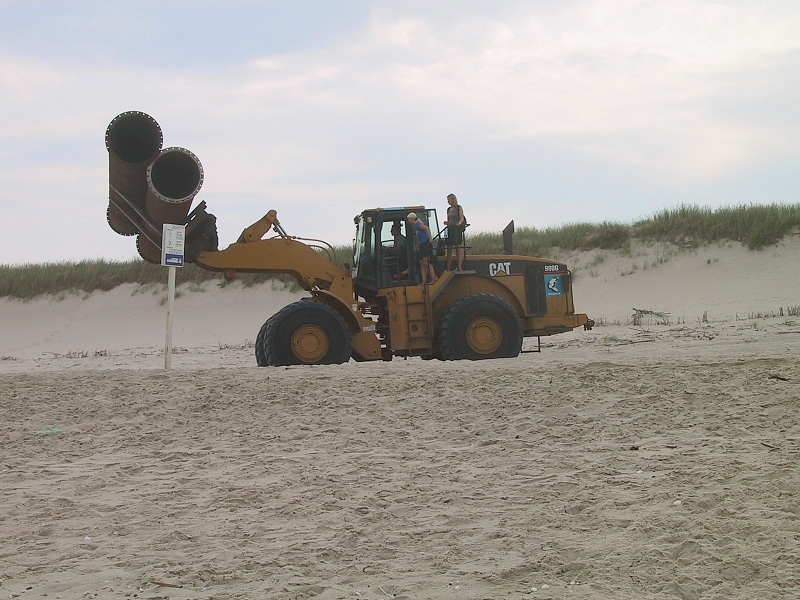
Vorbereitungen für den Saugbagger (Rohrverlegung)
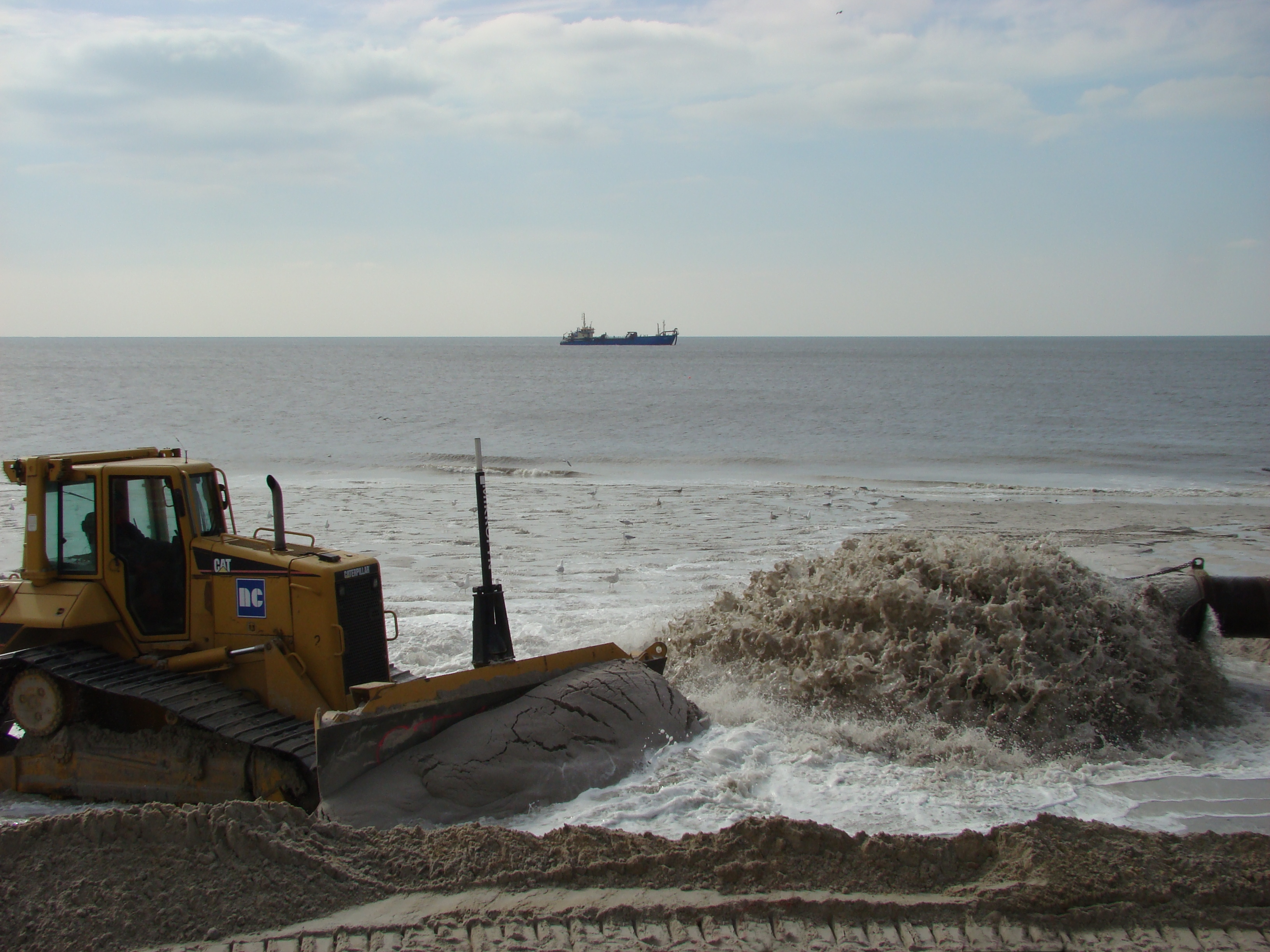
Sand wird vorgespült und vom Bagger verteilt
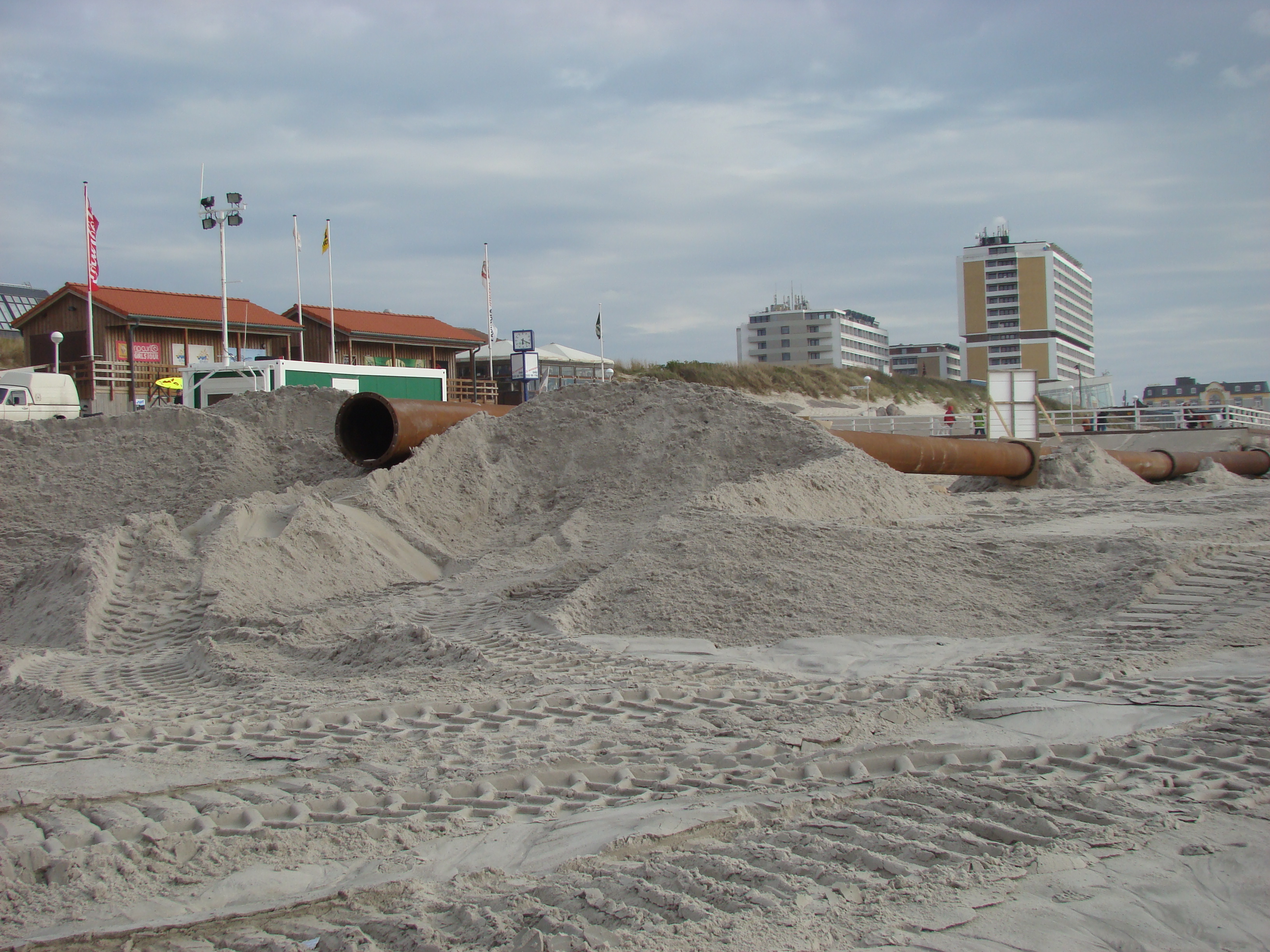
Sandvorspülung vor Westerland/Sylt

## Alternative Verfahren
Um Inseln vor Landverlust zu schützen, können auch Buhnen verwendet werden. Diese bestehen aus Beton, Metall oder Holz und wirken als Wellenbrecher, erzielen jedoch die Ablagerung eher geringer Sandmengen. Auch eine Landgewinnung durch Lahnungen ist möglich. Da beide Verfahren lediglich eine mäßige Sedimentablagerung bewirken, bieten sie bei Küstenabschnitten mit starker Strömung und entsprechend umfangreicher Erosion keinen ausreichenden Schutz.